# Юсупов, Тимербай Юсупович
Тимер Юсу́пов  (баш. Тимер Йосоп улы Йосопов; 31 мая 1938 — 16 марта 2016) — советский писатель, поэт, педагог, народный поэт Республики Башкортостан (2003), Заслуженный работник культуры Российской Федерации (1999), лауреат Государственной республиканской премии им. Салавата Юлаева (1998), премий им. Р. Гарипова (1993) и им. Ф. Карима (2003). Член Союза писателей Республики Башкортостан.

## Биография
Родился 31 мая 1938 года в д. Абсалямово Дуванского района Башкирской АССР. Отец Б. Т. Юсупова.
После окончания школы работал сотрудником Кигинской районной газеты.
Окончил в 1967 году филологический факультет Башкирского государственного университета (ныне Уфимский университет науки и технологий). Преподавал в школе Бурзянского района, затем работал в редакции газеты «Башкортостана пионеры», в Правлении Союза писателей Республики.
Окончил высшие литературные курсы в Москве. Стихи начал писать в 1960-е годы . Написал цикл стихов «Жизнь», «Запах хлеба» (1968),
Автор книг: «Запах хлеба», «Вереница лет», «Золотая пыль», «Раздумье на скалах» (1988) и многих др.
Многие стихи и поэмы Т. Юсупова написаны в духе кубаиров.
В 1998 году за книгу «Поспели ягоды» Т. Юсупову присуждена Государственная премия Республики Башкортостан имени С. Юлаева. В 2003 году ему присвоено звание Народного поэта Республики Башкортостан.

## Награды и премии
- Заслуженный работник культуры Российской Федерации (1999)
- Народный поэт Республики Башкортостан (2003).
- Заслуженный работник культуры Башкирской АССР (1988).
- Лауреат Государственной республиканской премии им. Салавата Юлаева (1998).

## Память
- В 2001 году Республиканским лицеем-интернатом с. Месягутово учреждена премия его имени, проводятся ежегодные зональные соревнования по национальной борьбе курэш на приз имени Т. Юсупова.
- С 2009 года Министерство образования Республики Башкортостан совместно с администрацией Дуванского района организовывает Юсуповские чтения